# Don't Cry
Don't Cry är en powerballad av Guns N' Roses från 1991. Den släpptes samtidigt i två olika versioner Use Your Illusion I och Use Your Illusion II. På Use Your Illusion II finns den i en alternativ version. Originalet återfinns på Use Your Illusion I.